# Alberto Santos-Dumont
Alberto Santos-Dumont (Palmira, 20 luglio 1873 – Guarujá, 23 luglio 1932) è stato un pioniere dell'aviazione brasiliano.
Progettista di dirigibili e aeroplani, è talvolta considerato il padre di entrambe le macchine volanti, in quanto i suoi primi voli furono i primi a svolgersi su circuiti chiusi in presenza di ampio pubblico. In particolare, il volo del 14-bis del 12 novembre 1906, primo volo riconosciuto ufficialmente in Europa dall'Aeroclub di Francia di un apparecchio più pesante dell'aria in grado di decollare autonomamente, a differenza dei Wright catapultati, è considerata la prima dimostrazione pubblica di un aeroplano. Proprio per il decollo autopropellente Santos-Dumont è ritenuto da un'importante parte della comunità scientifica e aeronautica come il "Padre dell'Aviazione".
Erede di una prospera famiglia di coltivatori di caffè della città di Ribeirão Preto; si poté dedicare agli studi di scienza e meccanica a Parigi. Al contrario di altri aspiranti aviatori dell'epoca, dichiarava le sue ricerche di dominio pubblico, senza registrare alcun brevetto.
La casa dove nacque Alberto Santos-Dumont si trova nella cittadina di Santos Dumont, così chiamata in suo onore, nella regione boscosa del Minas Gerais, a 240 km da Belo Horizonte e 220 km da Rio de Janeiro. Questo edificio fu trasformato nel Museo di Cabangu. Anche a Petrópolis c'è un Museo dedicato a Santos-Dumont.

## Biografia
Alberto Santos-Dumont nacque nella località "mineira" di Palmira (oggi ribattezzata in onore del suo più famoso figlio), sesto figlio di Henrique Dumont e Francisca dos Santos.
I suoi nonni paterni erano François Dumont ed Euphrasie Honoré, francesi. François venne in Brasile per cercare gemme preziose per le industrie di suo suocero, orefice. Ebbe tre figli in Brasile e morì giovane. Henrique, con l'appoggio del padrino, si laureò presso l'"École des Arts et Métiers" (Scuola delle Arti e dei Mestieri di Parigi), laureandosi in Ingegneria. Quando ritornò in Brasile, lavorò per la realizzazione di opere pubbliche della città di Ouro Preto. Nel 1856, sposò Francisca dos Santos. Si trasferì comunque a Palmira per la costruzione della “Estrada de Ferro Dom Pedro II (Central do Brasil)”, ferrovia che collega Rio de Janeiro a Minas Gerais. Henrique assunse la costruzione del tronco di salita nella "Serra da Mantiqueira", installando il suo cantiere operativo nella località di Cabangu, vicino a Palmira, attuale Santos Dumont. Passò a vivere nella fattoria Cabangu, dove nacque suo figlio Alberto Santos-Dumont.
Francisca dos Santos era figlia del commendatore Paula Santos e di "dona" Rosalina. Henrique e Francisca si sposarono il 6 settembre 1856, nella chiesa di Nossa Senhora do Pilar, a Ouro Preto. Ebbero otto figli:
1. Henrique - 1857, Ouro Preto, Minas Gerais;
2. Maria Rosalina - 1860, Fazenda do Congo Soco, Santa Bárbara, Minas Gerais;
3. Virgínia - 1866, Jaguará, Rio das Velhas, Minas Gerais;
4. Luís - 1869, Jaguará, Rio das Velhas, Minas Gerais;
5. Gabriela - 1871, Jaguará, Rio das Velhas, Minas Gerais;
6. Alberto Santos-Dumont 1873;
7. Sofia - 1875, Casal, Valença, Rio de Janeiro;
8. Francisca - 1877, Casal, Valença, Rio de Janeiro;

La nascita di Alberto Santos-Dumont avvenne il giorno del 41º compleanno del padre. Passati 4 anni, si trasferirono nella località di Casal, a Valença (l'odierna Rio das Flores) con la famiglia, passando a dedicarsi alla coltivazione di caffè. A Valença, Alberto fu battezzato il 20 febbraio 1877 nella Parrocchia di Santa Teresa.
Henrique Dumont comprò la proprietà rurale di Arindeúva, a circa 20 chilometri da Ribeirão Preto. Fu anche considerato, all'epoca, il re del caffè per aver coltivato, in questa proprietà, quasi cinque milioni di piante. Inoltre, nella proprietà c'erano sette locomotive e 96 km di ferrovie, per il trasporto della produzione fino alla ferrovia che collegava la località a Ribeirão Preto, ferrovia considerata la più moderna del Sud America dell'epoca.
Alberto Santos-Dumont imparò a leggere e a scrivere da sua sorella Virgínia. Studiò anche a Campinas, alla scuola "Culto à Ciência", a San Paolo, alle scuole "Kopke" e "Morton" e alla Scuola di Ouro Preto. Durante l'infanzia, Santos-Dumont studiava anche con professoresse private francesi provenienti direttamente di Parigi. Osservava le nuvole, gli uccelli e costruiva aquiloni. Si interessava anche alla lettura dei libri di Jules Verne e alle esperienze con i palloni aerostatici in occasione delle feste stagionali chiamate festas juninas (festività brasiliane del mese di giugno). Nel 1888 poté vedere, in una fiera a San Paolo, un pallone aerostatico per la prima volta, in una mostra organizzata da dei francesi.
Alberto si interessava di ingegneria e quando era adolescente gli era permesso pilotare le locomotive di suo padre. Aiutava anche nella manutenzione delle macchine di caffè e della macchina da cucito di sua madre. Analizzando il funzionamento delle macchine a vapore, degli ingranaggi e della trasmissione delle pulegge, imparò a lavorare con apparati meccanici.
Sempre cercando informazioni riguardanti l'esperienze aeree, venne a conoscenza dei palloni aerostatici ad aria calda costruite dai fratelli Montgolfier nel 1783 e di quella di Jean-Pierre Blanchard e John Jeffries, che fecero la traversata del canale de La Manica in mongolfiera, nel 1785.
Nel 1890, suo padre ebbe un incidente con il calesse, e a causa di ciò dovette vendere la sua proprietà. Nel 1891 si recò con il padre a Parigi dove vide per la prima volta un motore a benzina. Portò in Brasile un'automobile Peugeot, a benzina, il primo autoveicolo del genere in quel paese. L'anno seguente, suo padre gli concesse un anticipo sulla sua parte di eredità e la libertà di scegliere il proprio futuro. Fu così che, su consiglio paterno, decise di andare a studiare ingegneria in Francia, affinché potesse sviluppare il suo potenziale.

### La Francia e la dirigibilità delle mongolfiere

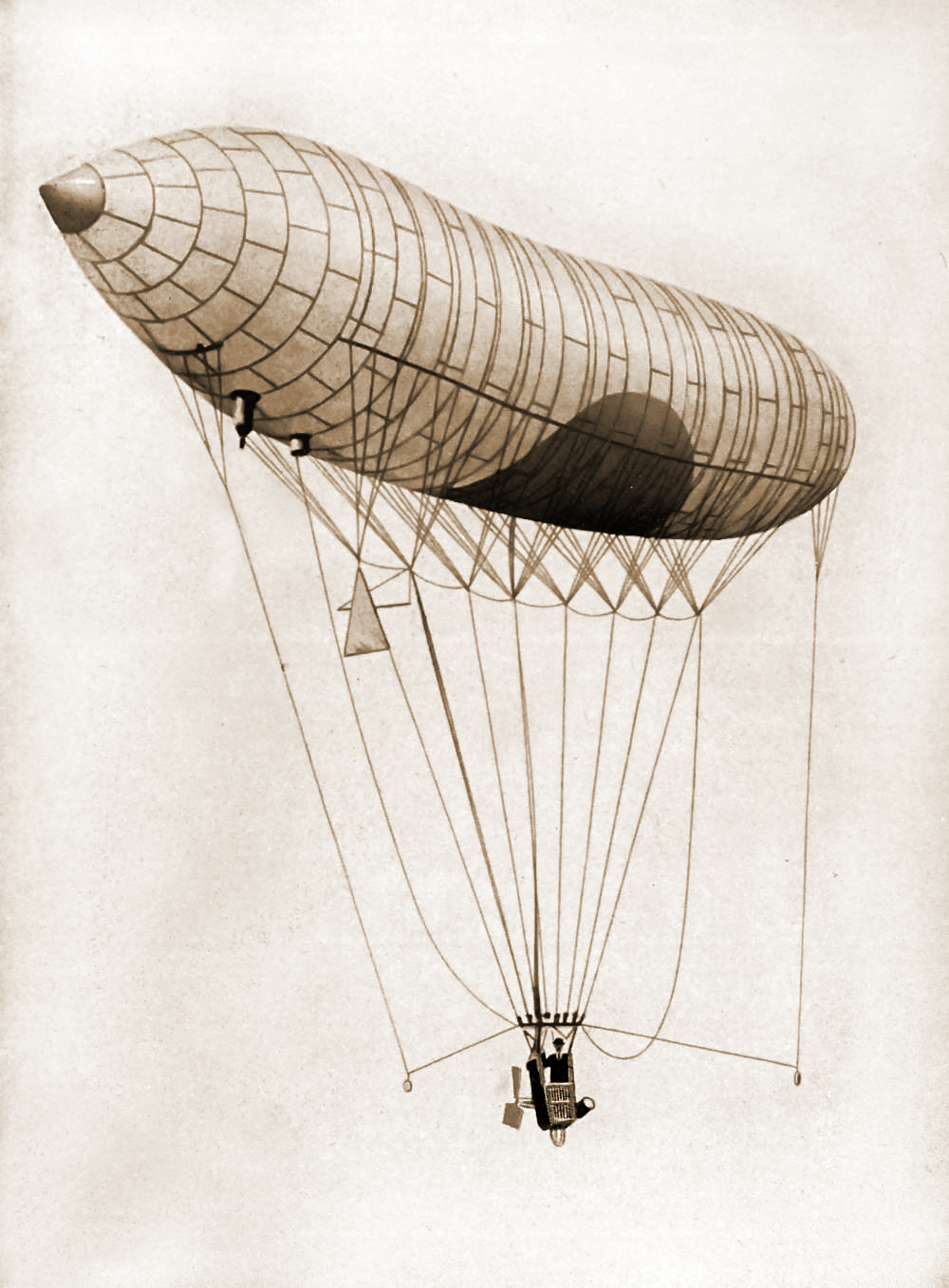
Il dirigibile numero 1.

Stabilitosi in Francia, cominciò a dedicarsi ai palloni aerostatici perché voleva sviluppare questo strumento, che non possedeva dirigibilità. Ritenne comunque che i voli fossero troppo cari. Si dedicò così alle auto, partecipando anche ad alcune gare automobilistiche. 
Nel 1897, costruì un motore a scoppio di due cilindri, adattandolo ad un triciclo.
Nel campo degli studi segui gli insegnamenti del professor Garcia, umanista di origine spagnola, con grande conoscenza di Fisica, Meccanica ed Elettricità. Studiò anche all'Università di Bristol, ritornando poi a Parigi. Di ritorno in Brasile si interessò di volo aerostatico compiendo la sua prima ascensione in un pallone con Machuron, uno dei costruttori del pallone, che aveva realizzato il viaggio al polo nord. Il 23 marzo 1898 i due compirono un tragitto di circa 100 chilometri in due ore. Santos-Dumont ordinò la costruzione di un pallone alla Lachambre. Seguì tutto il processo di costruzione, per imparare la tecnica e anche per aggiungere miglioramenti. Impose che fosse utilizzata seta giapponese per ridurre il peso. Aveva un cesto per una sola persona, una corda pendente più lunga del normale ed aveva dimensioni ridotte (103 m³). Si diceva, all'epoca, che Santos-Dumont aveva costruito una mongolfiera che si poteva trasportare in una valigia.
Il 4 luglio 1898, fece la prima ascensione con la "mongolfiera Brasil", che sorprese i Parigini a causa delle sue ridotte dimensioni.
Si dedicò quindi a trovare una soluzione al problema della dirigibilità e propulsione delle mongolfiere. Progettò il "numero 1", dirigibile di forma allungata, a sigaro, che usava l'idrogeno per vincere la gravità, e un motore di propulsione a benzina. Già nel suo primo progetto prendeva in considerazione i rischi di combustione del gas a contatto con le scintille del motore. Al primo tentativo, decollando con vento a favore, fini con lo sbattere contro alcuni alberi mentre il 20 settembre 1898 realizzava finalmente il primo volo con un pallone aerostatico con propulsione propria. Partendo dal Jardin d'Acclimatation, volò su Parigi, contro e a favore dei venti. Ebbe un piccolo incidente nella discesa, senza gravi conseguenze.

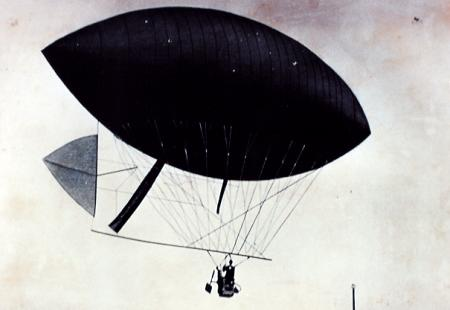
Il dirigibile numero 3.

Realizzò nel 1899 voli con i dirigibili numero 2 e numero 3. A seguito del successo di Dumont, il magnate dell'olio Henry Deutsch de La Meurthe, il 24 marzo 1900, offrì la somma di centomila franchi a chi, partendo da Saint-Cloud avesse doppiato la torre Eiffel, tornando al punto di partenza in un massimo di mezz'ora senza scendere mai a terra. Era il premio Deutsch.
Santos-Dumont fece esperienze con il suo numero 4 (settembre 1900) e provò a vincere il premio con il suo numero 5. Nel primo tentativo, il 13 luglio 1901, decollò, doppiò la torre, ma un problema al motore fece urtare il suo dirigibile contro gli alberi del parco di Edmond de Rothschild. l'8 agosto, fece un altro tentativo. Con la presenza della Commissione Scientifica dell'Aeroclub della Francia, doppiò la Torre Eiffel, e tornò a Saint-Cloud, come chiesto dalla sfida. Anche con una perdita di idrogeno del dirigibile, decise di continuare. La perdita di gas provocò la perdita di tensione dei cavi di sostegno che furono tagliati dall'elica, costringendo Dumont a fermare il motore. Il dirigibile cadde e urtò il tetto dell'Hotel Trocadéro, causando una grande esplosione. Dumont si salvò perché si allacciò alla chiglia del dirigibile, rimanendo sospeso dal tetto dell'albergo, dove venne soccorso dai vigili del fuoco di Parigi.
Il 19 ottobre 1901 convocò la giuria dell'Aeroclub Francese. A causa del tempo cattivo, solo 25 persone comparirono, fra loro, lo stesso Henry Deutsch de La Meurthe. In soli 29 minuti e 30 secondi, il "numero sei" attraversa la linea di arrivo. C'era comunque molta polemica: la gara era stata modificata e le nuove regole dicevano che anche l'atterraggio doveva essere realizzato prima dei 30 minuti dopo il decollo. Dumont atterrò dopo 30 minuti e 39 secondi. La polemica continuò fino a che l'Aeroclub decise di dichiararlo vincitore. Il premio era allora di 129000 franchi, che Dumont distribuì fra i suoi collaboratori e fra i disoccupati di Parigi.
Il presidente del Brasile, Campos Salles inviò un altro premio dello stesso valore e, con una medaglia d'oro con la sua effigie ed un'allusione a Camões: Por céus nunca dantes navegados (Per cieli mai prima di allora navigati).
Nel 1902, Alberto I, l'entusiasta principe di Monaco, lo invitò a continuare le sue esperienze nel Principato. Gli offrì un hangar sulla spiaggia di La Condamine, e tutto quello che l'inventore volesse per la sua sicurezza e comodità.

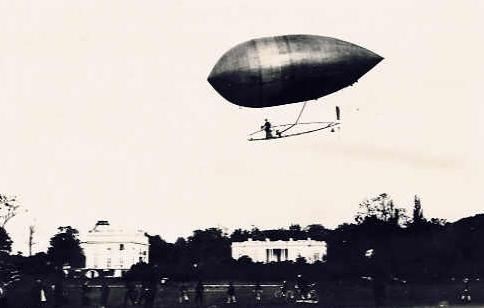
Il dirigibile numero 9

Costruì il "numero sette" appositamente per le corse di dirigibil e saltò il numero otto per superstizione contro il numero del mese di agosto. Costruì il "numero nove" che diventò popolare per le sue ridotte dimensioni e per le varie dimostrazioni in cui fu utilizzato da Dumont. Si racconta che usasse il dirigibile per visitare gli amici e scendesse a terra per bere un caffè. Il 14 luglio 1903 partecipò alle commemorazioni della caduta della Bastille, facendo una sfilata con il dirigibile. In questa occasione permise, per la prima volta, a un'altra persona di guidare il velivolo, toccando l'onore alla cubana Aída de Acosta (che di conseguenza diventò la prima donna a guidare un aeromobile motorizzato).
Nel mese di giugno del 1904, si recò negli Stati Uniti per partecipare alla gara di dirigibili di St. Louis, ma è vittima di un sabotaggio, che distrugge l'involucro del suo dirigibile numero sette.

### Più pesante dell'aria!
Il numero 10 poteva portare dodici passeggeri e il numero 11 era un bimotore fornito di ali. Il numero 12 somigliava di più a un elicottero.
Nel 1906, cominciò a sperimentare il numero 13, fornito di serbatoio a gas e il numero 14 a cui accoppiò il primo aereo, il 14-bis, che decollava con l'aiuto del dirigibile.
Nello stesso anno venne organizzata la competizione Coppa Archdeacon, da assegnare al primo che avesse realizzato un volo di almeno 25 metri con una macchina più pesante dell'aria, e il Premio Aeroclub di Francia, con in palio la somma di 1500 franchi per chi avesse superato i cento metri di volo.
Nell'aprile del 1902, si recò negli Stati Uniti dove visitò i laboratori di Thomas Edison a New York, e fu ricevuto dall'allora Presidente Theodore Roosevelt alla Casa Bianca, a Washington.
Il 23 ottobre 1906, a Bagatelle, realizzò un volo di circa 60 metri, conquistando la Coppa Archdeacon, nella prima occasione accreditata in cui una macchina più pesante dell'aria decolla dal suolo usando unicamente i propri mezzi.
Il 12 novembre partecipò a una sfida con Voisin e Blériot, che avevano costruito un proprio apparecchio. Costoro, i primi a tentare non riuscirono a staccarsi dal suolo, come anche Santos-Dumont, al primo tentativo, al secondo e al terzo. Finalmente al quarto tentativo riuscì a decollare coprendo una distanza nell'aria di 220 metri, stabilendo il record della distanza percorsa e vincendo il Premio Aeroclub.
Continuò a sperimentare nuovi modelli cercando di migliorare le prestazioni, il che lo portò a costruire modelli di dimensioni minori.

### Dopo il 14-bis

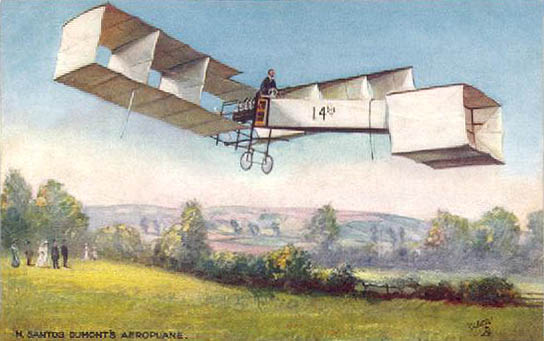
Cartolina postale francese che rappresenta Santos-Dumont a bordo del 14-bis.

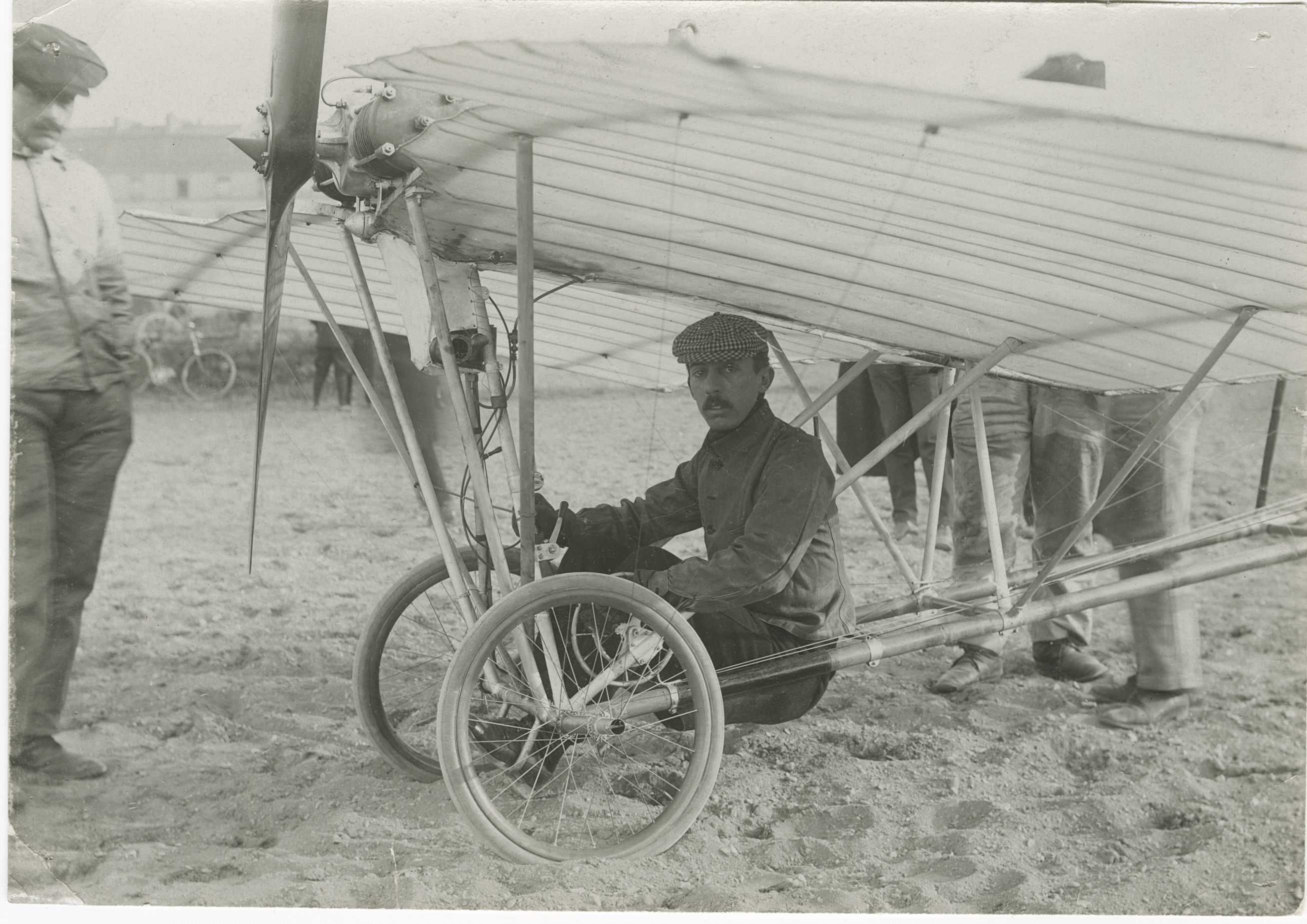
Santos-Dumont nel 1910

Il successo che Santos-Dumont ottenne servì di stimolo per ingegneri e inventori che cominciarono a sviluppare nuovi modelli e idee
Tra questi lo stesso Voisin il cui aereo, il 2 di novembre 1907, supera il record di Santos-Dumont volando per la distanza di 771 metri in 52 secondi.
Il 1909 vide il realizzarsi di due grandi eventi aeronautici, la Settimana di Campanhe, nella città francese di Reims, che fu il primo incontro aeronautico in assoluto a essere realizzato, in cui erano previste gare e premi per la somma di duecentomila franchi. In questa occasione fu lanciata la sfida per la traversata della Manica. Questa impresa riuscì, il 25 luglio 1909 a Louis Blériot, che diventò un eroe per i francesi. Santos-Dumont scrisse una lettera all'amico complimentandosi per l'impresa, che considerava una vittoria della navigazione aerea rispetto a quella marittima, lettera alla quale Blériot rispose con modestia che aveva solo seguito l'esempio dell'amico, un vero simbolo e esempio per tutti gli aviatori.
L'ultimo suo volo avvenne il 18 settembre 1909, in un evento pubblico, quindi la sclerosi multipla allontanò Santos-Dumont dalle attività agonistiche definitivamente nel 1910, anno in cui chiuse definitivamente la propria officina. Tra i riconoscimenti che gli furono attribuiti vi sono due monumenti eretti dall'Aeroclub Francese, il primo eretto nello stesso 1910 nel campo di Bagatelle, luogo dell'impresa che gli valse il Premio Aeroclub, mentre il secondo nel 1912, a Saint-Cloud, per commemorare il volo del dirigibile numero 6 del 1901.

### Ultimi anni di vita e suicidio

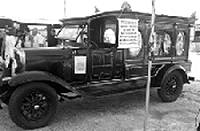
Carro funebre usato per trasportare il corpo di Santos-Dumont a Guarujá-SP.

Nell'agosto del 1914, la Francia venne invasa dalle truppe tedesche. Era l'inizio della prima guerra mondiale. Gli aerei cominciarono ad essere utilizzati in guerra per spiare le truppe nemiche e, in seguito, in combattimenti aerei. Questi combattimenti si fecero via via sempre più cruenti tramite l'uso di mitragliatrici. Santos-Dumont vide il suo sogno trasformarsi in un incubo. Cominciava dunque una vera e propria guerra interiore.
Santos-Dumont cominciò dunque ad interessarsi di astronomia, nella sua residenza di Trouville. A questo fine faceva uso di strumenti di osservazione, i quali vennero considerati dai vicini come apparecchi usati per spiare i francesi e poter dunque collaborare con i tedeschi. Venne arrestato e accusato di spionaggio ma, dopo aver fornito i necessari chiarimenti, venne rilasciato.
Nel 1915 la sua salute peggiorò e decise di fare ritorno in Brasile. Nello stesso anno partecipò all'11º Congresso Scientifico Pan-Americano negli Stati Uniti, nel quale si parlò dell'utilizzo di aerei per facilitare le relazioni tra i vari stati americani. Nel frattempo in America l'aereo era utilizzato a scopi militari. Venivano infatti prodotti 16 aerei militari al giorno.
Già affetto da depressione, la quale lo accompagnerà per il resto dei suoi giorni, trovò rifugio a Petrópolis, dove progettò e costruì il suo chalet "A Encantada": casa che aveva molteplici creazioni proprie, come una doccia con acqua calda e una scala particolare dove, per salire, è necessario usare prima il piede destro. La casa è oggi usata come museo. Qui ci visse sino al 1922, quando dovette andare in Francia chiamato da amici. Da quel momento non ebbe più una dimora fissa. Infatti, visse a Parigi, San Paolo, Rio de Janeiro, Petrópolis e Fazenda Cabangu, nello Stato di Minas Gerais.
Nel 1922, insignì Anésia Pinheiro Machado, che durante le commemorazioni del centenario dell'indipendenza del Brasile percorse la tratta Rio de Janeiro-San Paolo con un aereo. In questo stesso anno ordinò che venisse eretto un tumulo per i suoi genitori e per sé stesso nel cimitero di São João Batista, Rio de Janeiro. Il tumulo era una replica dell'Icaro di Saint-Cloud.
Nel gennaio del 1926, si appellò alla Società delle Nazioni affinché si impedisse l'utilizzo di aerei come armi da guerra. Arrivò persino ad offrire diecimila franchi a chi avrebbe scritto la miglior opera contro l'utilizzo di aerei a scopi bellici. In questo stesso anno inventò un motore portatile rivolto agli sciatori, il quale avrebbe facilitato la risalita delle montagne. Questo nuovo strumento venne sperimentato per la prima volta dalla campionessa francese di sci, Mme Porgés. Venne inoltre internato in una casa di cura a Valmont-sur-Territet, in Svizzera.
Nel maggio del 1927, venne invitato dall'Aeroclub francese per presiedere il banchetto in omaggio a Charles Lindbergh, il quale attraversò l'Atlantico. Dovette però declinare l'invito a causa dei suoi problemi di salute. Passò poi un po' di tempo in convalescenza a Glion, Svizzera, per poi ritornare in Francia.
Ritornò in Brasile nel 1928 a bordo del lussuoso piroscafo Cap Arcona. La città di Rio de Janeiro lo ricevette in festa ma, in seguito a problemi, l'idrovolante che avrebbe dovuto ricevere Santos-Dumont, sorvolando la nave, ebbe un incidente nel quale morirono tutti gli occupanti. In questo aereo vi erano persone molto importanti nel campo dell'ingegneria. Abbattuto, Santos-Dumont sospese i festeggiamenti e tornò a Parigi.
Nel giugno del 1930, viene insignito da parte dell'Aeroclub francese con il titolo di Grande Ufficiale della Legion d'onore della Francia.
Nel 1931 venne ricoverato in una casa di cura a Biarritz, e, in seguito, nel sud della Francia. Antônio Prado Júnior, ex-prefetto di Rio de Janeiro (allora capitale del Brasile), venne esiliato con la rivoluzione del 1930 e scappò in Francia. Egli incontrò Santos-Dumont in uno stato di salute molto delicato, il che lo spinse ad entrare in contatto con la sua famiglia e a chiedere a suo nipote, Jorge Dumont Villares, che venisse a prenderlo in Francia. Di ritorno in Brasile passarono per Araxá, Rio de Janeiro, San Paolo e si installarono infine presso l'Hotel La Plage, nel Guarujá, nel maggio del 1932. Prima, nel giugno del 1931, venne eletto membro della Accademia Brasiliana delle Lettere.
Nel 1932 scoppiò la rivoluzione costituzionalista, nella quale lo Stato di San Paolo si oppose al governo rivoluzionario di Getúlio Vargas. Questo avvenimento preoccupò molto Santos-Dumont, il quale lanciò appelli affinché non ci fosse una guerra tra brasiliani. Ciononostante il conflitto non poté essere evitato ed alcuni aerei attaccarono il campo di Marte, a San Paolo, il 23 luglio. È stata probabilmente la vista di aerei da combattimento, che sorvolavano Guarujá o secondo una diversa ipotesi l'aggravarsi della sclerosi multipla di cui soffriva a far in modo che Santos-Dumont, in quello stesso giorno, approfittando dell'assenza di suo nipote, ponesse fine alla propria vita, all'età di 59 anni. Non lasciò alcun discendente.

## Vita privata

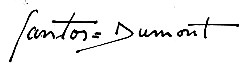

Esistono alcune perplessità circa la vita privata di Santos-Dumont, precisamente circa il suo orientamento sessuale. Nonostante partecipasse vivacemente alla vita sociale parigina, non esiste nessuna prova, pubblica o personale, che lui sia mai stato coinvolto in una relazione amorosa con qualcuno. Per questo molte persone continuano a avallare la possibilità che Santos-Dumont sia stato omosessuale. D'altronde, alcuni storici insistono che sarebbe stato praticamente impossibile mantenere segreta una storia romantica di Santos-Dumont, sia con donne che con uomini, a causa della sua notorietà all'epoca. Questa apparente inesistenza di qualsiasi indizio di coinvolgimento di natura romantica, significa per alcuni che egli era asessuale.
Contribuì alla diffusione dell'orologio da polso  grazie a rapporti di grande amicizia con L. Cartier.  Santos Dumont chiese la realizzazione di un orologio più comodo da consultare duranti i voli. Nacque così il Cartier Santos, il cui design resta immutato da quasi cento anni.